# Архитектура

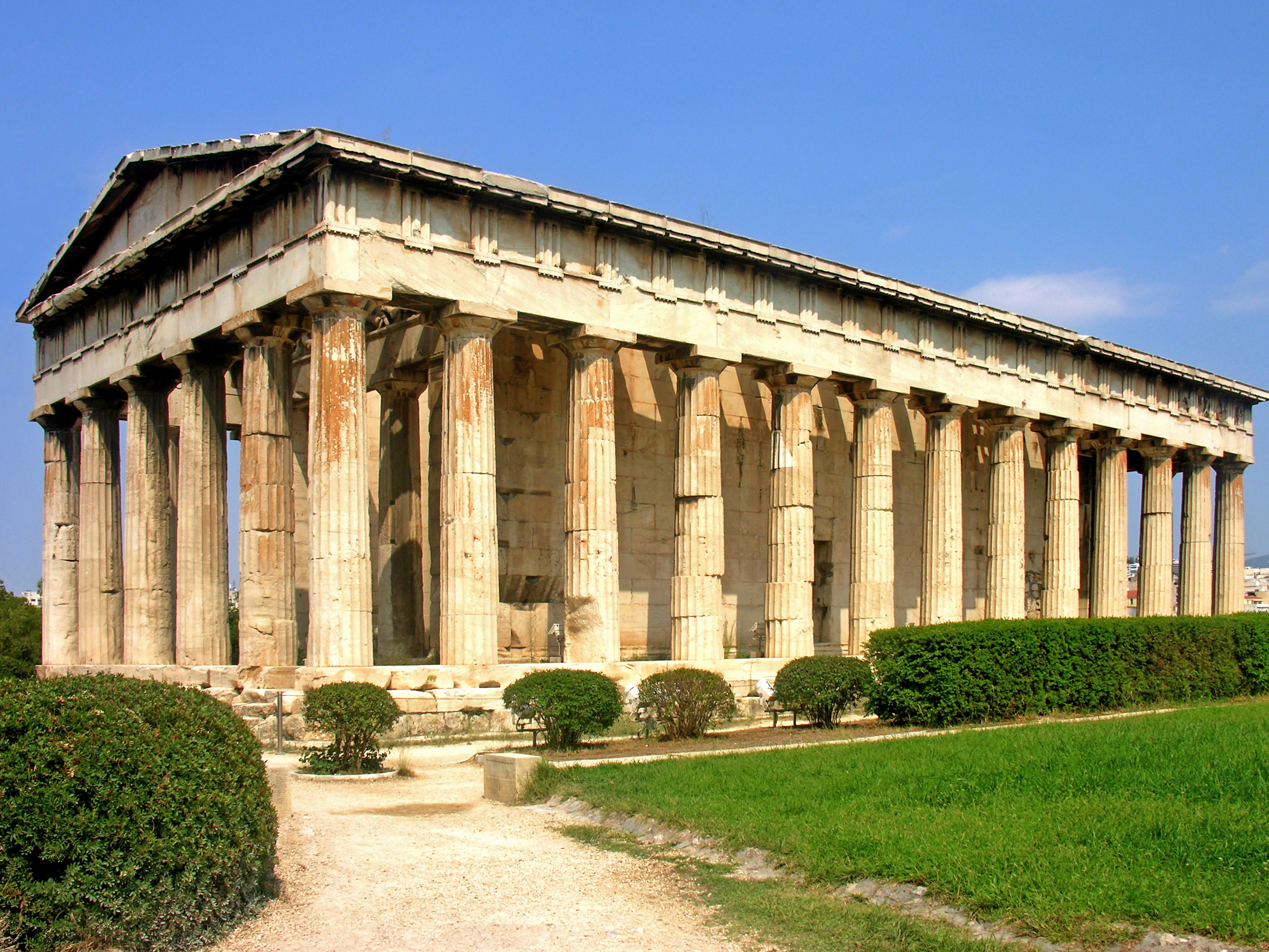
Храм Гефеста в Афинах

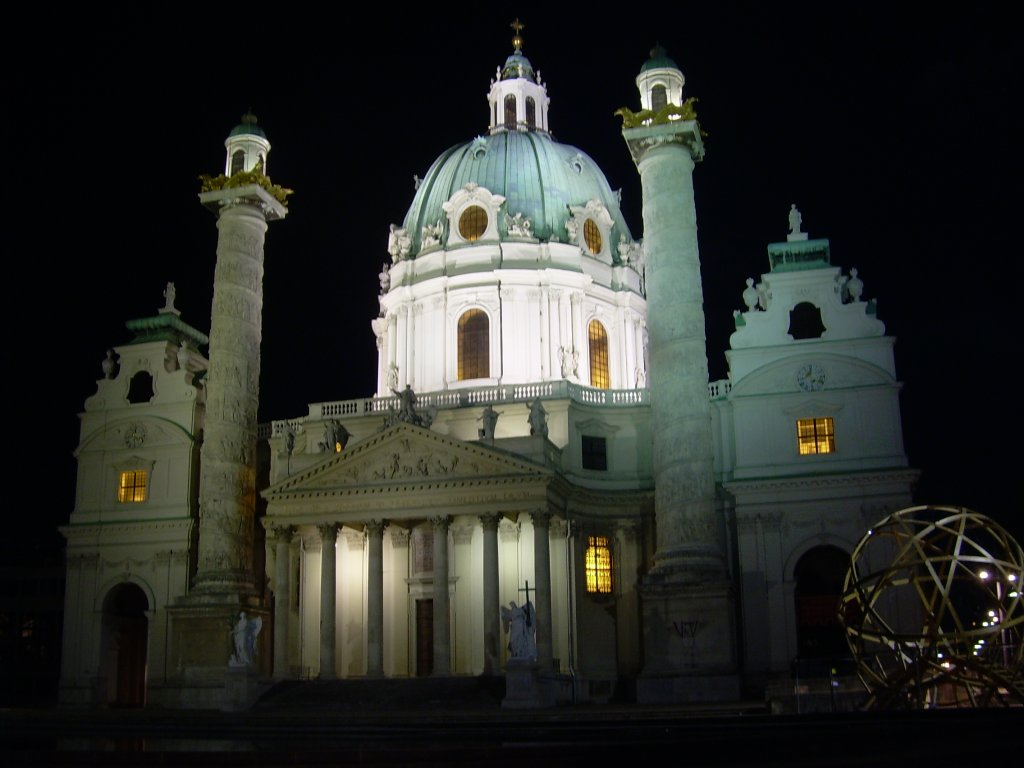
Карскирхе. 1716—1737. Вена. Архитектор И. Б. Фишер фон Эрлах

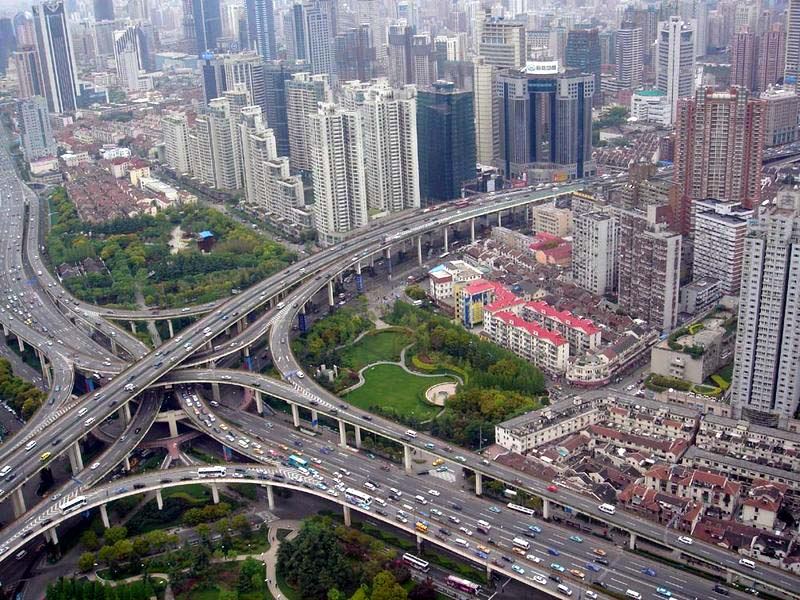
Современный мегаполис. Шанхай

Архитекту́ра (от старогреческого: ἀρχι-, „главный“, и τέκτων, „создатель“) или Зо́дчество — искусство и наука строить, проектировать здания и сооружения (включая их комплексы), а также сама совокупность зданий и сооружений, создающих пространственную среду для жизни и деятельности человека. Архитектура создаёт материально организованную среду, необходимую людям для их жизни и деятельности, в соответствии с их устремлениями, а также современными техническими возможностями, эстетическими и художественными воззрениями. В архитектуре взаимосвязаны функциональные (назначение, польза), технические (прочность, долговечность), эстетические (красота) свойства объектов и их художественно-образный смысл.
Родственные термины, также имеющие аналогичную этимологию, но не являющиеся синонимами: архитектоника, тектоника.
Художественный смысл и специфику архитектуры как искусства лучше всего выражает классическая Триада Витрувия: Прочность, Польза, Красота (лат. Firmitas, Utilitas, Venustas). В дальнейшем эту формулу стали трактовать исключительно широко — как три мира, или три «царства», с которыми имеет дело архитектор.
Древнеримский архитектор Витрувий назвал шесть «составных частей архитектуры»:
- ординация (строй, или порядок; греч. taxis), в современной теории композиции близко понятию «конструкция»;
- благообразие (украшение);
- соразмерность (пропорционирование);
- экономия (расчет);
- евритмия (уравновешенность);
- дистрибуция, или удобное расположение зданий[6].

Архитектурные работы часто воспринимаются как произведения искусства, как культурные или политические символы. Исторические цивилизации характеризуются своими архитектурными достижениями. Архитектура позволяет выполнять жизненные функции общества, в то же время направляет жизненные процессы. Однако архитектура создается в соответствии с возможностями и потребностями людей.
Предметом работы с пространством является и организация населённого места в целом. Эта задача выделилась в отдельное направление — градостроительство, которое охватывает комплекс общественно-экономических, строительно-технических, архитектурно-художественных, санитарно-гигиенических проблем. По этой же причине трудно дать правильную оценку архитектурному сооружению, не зная градостроительства.
Одной из высших международных наград в области архитектуры является Притцкеровская премия, присуждаемая ежегодно за наиболее выдающиеся достижения в области архитектуры.
По решению Двадцатой Генеральной ассамблеи Международного союза архитекторов (МСА), проходившей в Барселоне в 1996 году, ежегодно в первый понедельник октября отмечается международный профессиональный праздник архитекторов и ценителей архитектурных шедевров — Всемирный день архитектуры.

## Различие понятий «архитектура» и «зодчество»
Русское слово «Архитектура» через посредство пол. architektura заимствовано из др.-греч. αρχιτέκτων — главный строитель; ἀρχη + τέκτων — плотник (др.-рус. архитектонъ); лат. architector). Поэтому на Руси «архитектоном» называли главу артели плотников (строителей из дерева), также устар.: архитект, алхитехтур. Главу строителей-каменщиков называли иначе: зодчий (др.-рус. зьдъчии, от зьдъ — «каменная стена»; здать — месить, мять, обмазывать глиной, укреплять. С этим словом тесно связан древний глагол здати — строить, создавать. Первоначально зодчеством называли лишь каменное строительство. Летописи обычно разделяли понятие «создал» — построил каменное здание и «поставил» — деревянное.
Со временем, когда в результате усиления связей древнерусских зодчих с западноевропейской строительной традицией, латинское слово «архитектор» изменило первоначальное значение и стало обозначать не плотничество, а европейскую «учёность», передовую строительную науку «на европейский манер», то и слово «зодчество» обрело иной смысл. Оно стало обозначать русскую архитектуру в национальных традициях. Отсюда, к примеру, общепринятое определение «русское деревянное зодчество» (хотя этимологически должно быть: архитектура), в котором теперь не видят никакого противоречия.
В оригинальной терминологии выдающегося немецкого архитектора и теоретика Готфрида Земпера бревенчатый сруб представляет собой результат тектонического формообразования, каменная кладка — стереотомического (от др.-греч. στερεός — твёрдый, крепкий, и др.-греч. τομη — резание, сечение).

## Архитектор
Профессия архитектора включает множество специализаций. К основным относятся:
- Главный архитектор проекта, обычно является руководителем организации: архитектурно-проектного бюро или крупной фирмы, холдинга, концерна, объединяющих многие проектные и производственные объединения
- Архитектор-проектировщик, в обязанности которого входит разработка общего архитектурного решения объекта: эскизный проект, создание проектной документации (совместно с техническими специалистами): руководство группой помощников по созданию комплектов рабочих чертежей), макетированию (компьютерному моделированию), созданию видео-презентации, а также авторский надзор за реализацией архитектурного проекта;
- Архитектор-градостроитель, разрабатывающий генеральные планы населённых пунктов и иную градостроительную документацию
- Главный архитектор города или района — муниципальный служащий, который обеспечивает координацию деятельности проектных и контролирующих органов, разработку и контроль за исполнением нормативных правовых актов органов местного самоуправления в области градостроительства
- Дизайнер интерьера (проектировщик интерьера и оборудования) — архитектор-проектировщик, определяющий общую композицию и стиль, планировку и объёмно-пространственное решение интерьера здания, а также его предметное наполнение и декоративное оформление;
- Ландшафтный архитектор, разрабатывающий пространственные решения, проекты озеленения и благоустройства территорий, малые архитектурные формы: (декоративные вазоны фонтаны, скамейки, беседки, стелы, светильники)
- Историк и теоретик архитектуры, осуществляющий научную, а также преподавательскую деятельность в области архитектуры
- Архитектор-реставратор, возглавляющий группу специалистов по атрибуции, изучению памятника, различного рода экспертиз, практической реставрации, реконструкции или реновации памятники архитектуры
- Архитектор-эксперт, осуществляющий внешнюю экспертизу проектной документации.

Профессия архитектора является творческой и считается свободной; архитектор в своей деятельности стремится быть независимым и руководствоваться только своими внутренними представлениями о красоте и целесообразности. Однако ему приходится работать в условиях историко-культурной, материальной и технической обусловленности, объективно существующими требованиями пользы и прочности (выражаемыми в нормативных актах), а также предпочтениями заказчиков и инвесторов.

## Архитектура как вид искусства

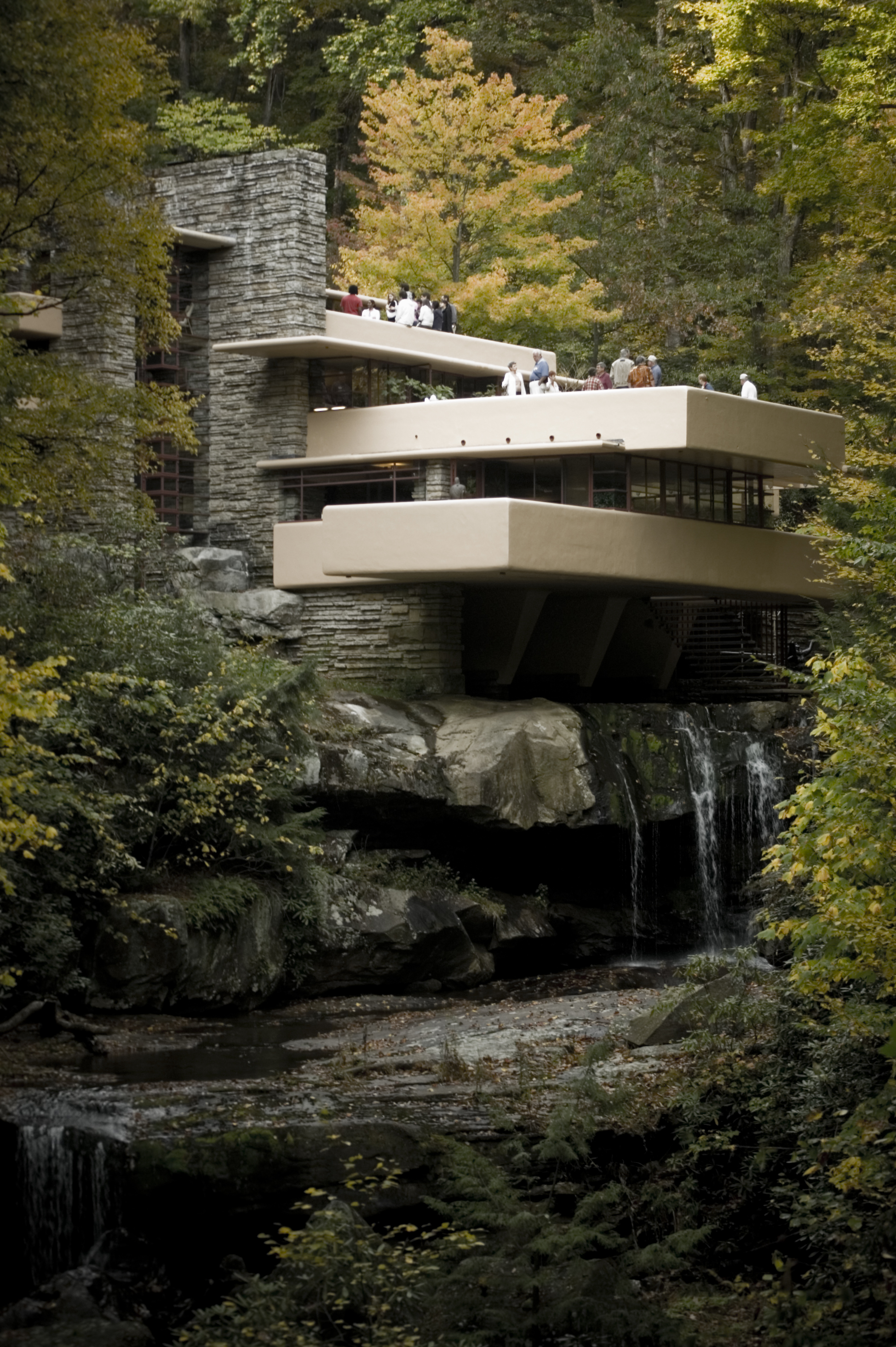
Дом над водопадом. Арх. Фрэнк Ллойд Райт

Теоретик архитектуры А. И. Некрасов выразительно писал, что архитектура является «вместилищем жизни», в результате возникает «разрешение пространства во имя жизни», поэтому и само пространство, и объем, и масса воспринимаются как-то специфически и это является существом архитектуры. Художественный образ пространства составляет предмет искусства архитектуры. Поэтому «материалом искусства архитектуры являются не камень или дерево, а пространство и время». Как вид искусства архитектура входит в сферу духовной и материальной культуры. В отличие от утилитарного строительства и эстетической деятельности, например дизайна, архитектура как искусство решает художественно-образные задачи, то есть выражает в художественных образах представления человека о пространстве и времени и месте человека в окружающем мире
Историческое развитие общества определяет функции, композиционные типы и жанры архитектурного творчества (здания с организованным внутренним пространством, сооружения, формирующие открытые пространства, ансамбли), технические конструктивные системы, художественный строй архитектурных сооружений.
По способу формирования образов архитектуру относят к неизобразительным (тектоническим) видам искусства, которые пользуются неиконическими (конвенциональными) знаками, или абстрагированными образами, предметов, явлений, действий обращённых непосредственно к ассоциативным механизмам восприятия. Прагматическая оценка произведения архитектуры определяется представлениями о его способности обслуживать своё функциональное предназначение.
Однако, такое одностороннее определение вызывает споры историков и теоретиков искусства, в том числе в вопросе о происхождении архитектуры. Что первично: утилитарная потребность укрытия от стихии или духовная потребность «удвоения человека в образной модели» (определение М. С. Кагана).
Первое иллюстрирует знаменитая «хижина Витрувия», объясняющая происхождение архитектуры от простого укрытия типа шалаша, или «куба» из четырёх вертикальных шестов, связанных перекладинами и дополненного плетёными завесами (модель Г. Земпера).
Второе объяснение связано с вопросом об изобразительной природе архитектуры. 

Традиционная точка зрения сводится к тому, что архитектура, декоративно-прикладное искусство и промышленный дизайн относятся к так называемым неизобразительным, или архитектоническим, видам искусства (А. В. Иконников, М. С. Каган).
Напротив, А. Г. Габричевский, Б. Р. Виппер, Г. Зедльмайр и многие другие считали архитектуру изобразительным искусством с той лишь разницей, что выразительные и изобразительные средства архитектурного творчества имеют более абстрагированный характер в сравнении с живописью, графикой, скульптурой. Так Б. Р. Виппер упоминал категории средневековой эстетики: «природа созидающая» (лат. natura naturans) и «природа созданная» (лат. natura naturata). Первое понятие означает «природу созидающих сил», второе — «природу явлений». Архитектура изображает «первую природу»; живопись, скульптура, графика — вторую. Вопрос, следовательно, заключается не в особой «неизобразительной природе» искусства архитектуры, а в специфике предмета и метода изображения. Поскольку главным выразительным средством архитектора являются пространственные отношения, то можно заключить, что архитектура изображает не формы окружающей действительности, а физические и духовные силы, энергию, устремления, полёт мысли в пространстве и времени; в более узком значении — функцию тех или иных элементов строительной конструкции. Именно поэтому в архитектурной композиции все её видимые части — стены, колонны, капители, своды — представляют собой не конструктивные, реально работающие детали, а изображение конструкции, части которой действительно работают, но их работа скрыта за внешними формами.
По способу развёртывания образов архитектуру традиционно относят к пространственным (пластическим) видам искусства, произведения которых:
- существуют в пространстве, не изменяясь и не развиваясь во времени;
- имеют предметный характер;
- выполняются путём обработки вещественного материала;
- воспринимаются зрителями непосредственно и визуально[16][18].

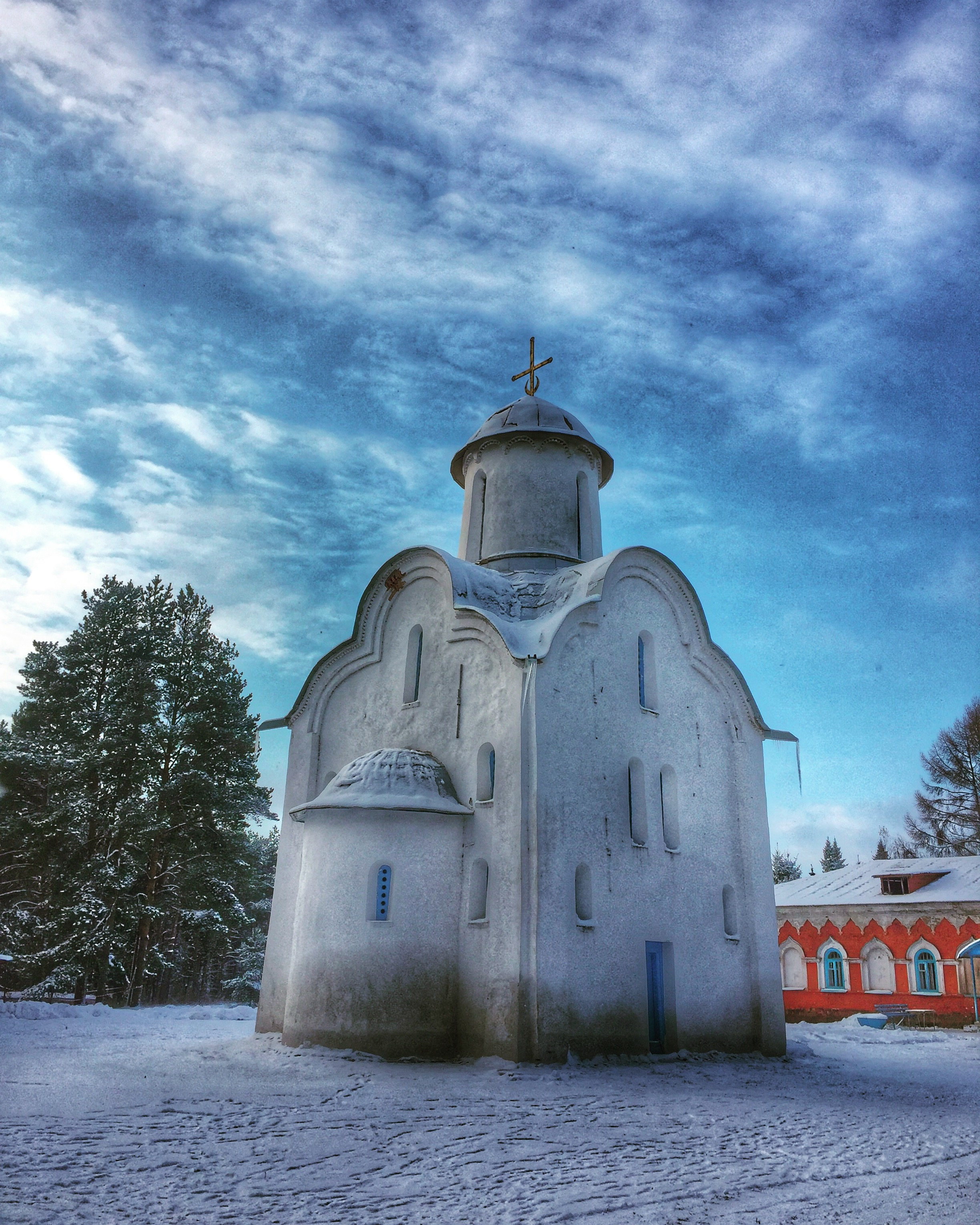
Церковь Рождества Богородицы на Перыне (1220-е гг.)

Однако и такая формальная морфология оспаривается учёными. Здания меняются в веках, они перестраиваются, дополняются новыми деталями. Особенно подвержены изменению интерьеры. Они «живут» вместе с людьми и зависят от смены владельцев, их вкусов, моды и изменений функций, символики и престижности сооружений. Кроме того, восприятие архитектуры осуществляется во времени. Оно имеет длительность и композиционную направленность движения зрителя в архитектурном пространстве экстерьера и интерьера. Существенно меняется в веках семантика и символика зданий. Г. Зедльмайр писал о том, что архитектура способна «изображать нечто, превышающее ее, стоящее за ней и выше нее». Зедльмайр также утверждал, что архитектура представляет собой «организующую силу для всех искусств», поэтому она является «не только изобразительным, но и изображающим искусством». Эта же мысль подтверждается классическим афоризмом Микеланджело: «Архитектура — мать всех искусств».
Таким образом, архитектура как художественно-образное «мышление в камне» (определение Г. К. Вагнера) относится к пространственно-временны́м видам искусства. Интеграционные трансморфологические процессы в искусстве XX—XXI веков приводят к сближению жанров, форм и методов архитектурного, изобразительного и дизайнерского творчества.
Выразительными средствами архитектурного искусства являются масштаб, пропорции, метр, ритм, пластика и тектоника объемов, фактура и цвет используемых материалов. Всё это соединяется в архитектурной композиции. Понятие тектоничности подразумевает, что постройка должна быть не только прочной, но и производить впечатление прочной. Если создаётся впечатление тектонической недостаточности, то здание выглядит неустойчивым и ненадёжным, избыток декоративных деталей производит впечатление чрезмерной тяжести. Всё это вызывает отрицательные эмоции. Архитектуру как искусство часто называют «застывшей музыкой».

## Основные области архитектуры
Архитектура основывается на трёх началах:
прочность (лат. firmitas),
польза (лат. utilitas) и
красота (лат. venustas).

### Проектирование зданий и сооружений
Объёмно-планировочное проектирование (архитектура в узком смысле, зодчество) — основной раздел архитектуры, связанный с проектированием и строительством зданий и сооружений.
Архитектурная деятельность — профессиональная деятельность архитекторов, имеющая целью создание архитектурного объекта и включающая в себя:
- творческий процесс создания архитектурного проекта,
- координацию разработки всех разделов проектной документации для строительства или для реконструкции,
- авторский надзор за строительством архитектурного объекта.

### Градостроительство

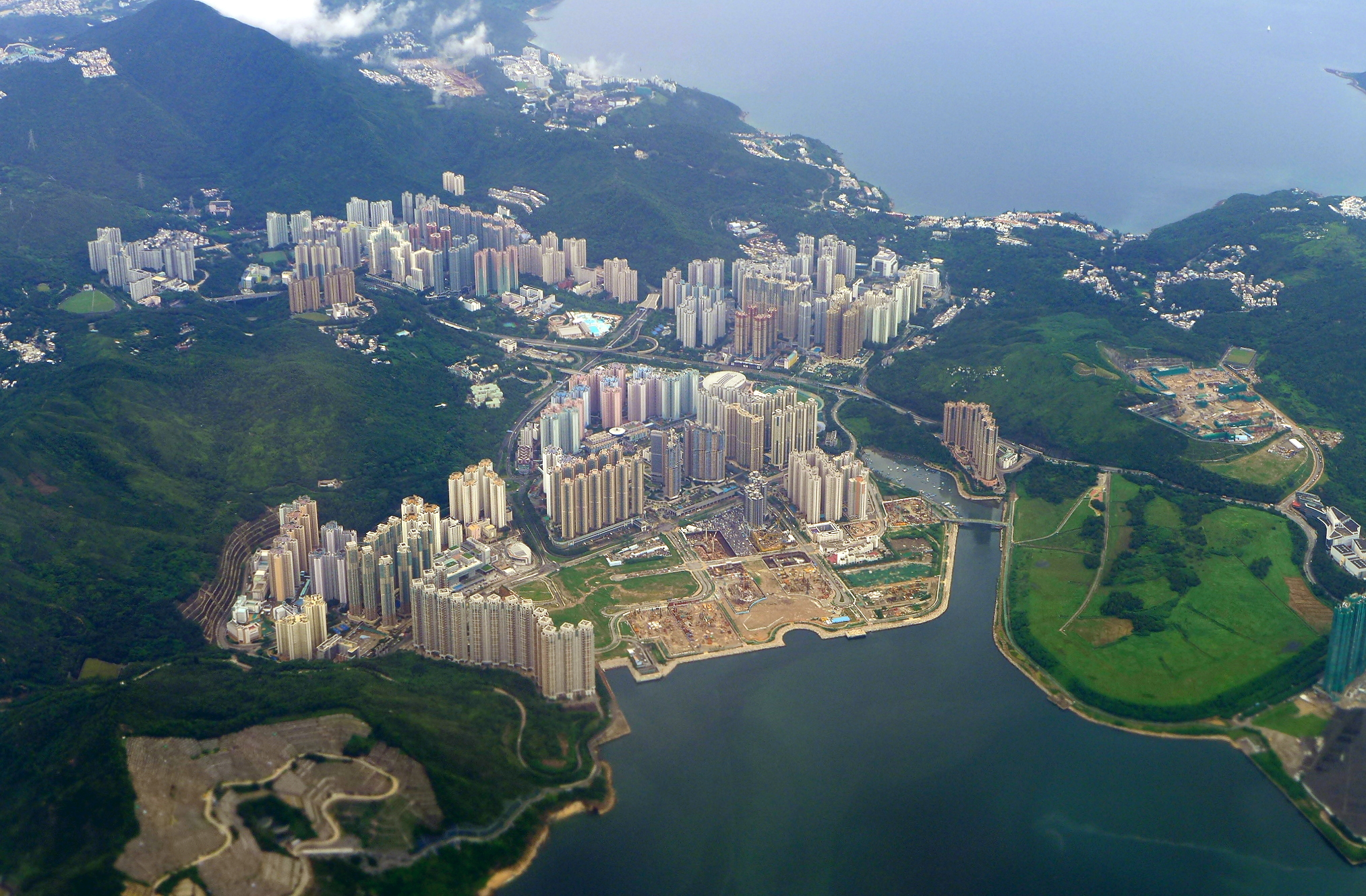
Новый город

В середине XX века архитектурная профессия разделилась на две ветви: «объёмное проектирование» (которое ведает проектированием зданий — «объёмов»), и «градостроительство» (то есть проектирование городских районов или крупных многофункциональных комплексов).
Градостроительство — раздел архитектуры, решающий задачи проектирования и развития городской среды. В том числе комплексно охватывает вопросы развития планировочного решения города, строительства новых объектов, санитарно-экономические и экологические особенности.
Одним из основоположников современного градостроительства считается Ле Корбюзье. Ему принадлежит большое количество градостроительных проектов (1922—1945), в которых проведена идея «свободного городского плана», или «зеленого города» («Лучезарный Город» — по Ле Корбюзье) — идея, получившая настоящее распространение лишь во второй половине XX века.
Весьма важным (и дискуссионным) является вопрос о соотношении архитектуры и градостроительства
О соотношении понятий архитектуры и градостроительства пункт 92 Афинской хартии (градостроительного манифеста, составленного Ле Корбюзье и принятого конгрессом CIAM в Афинах в 1933 году) говорит следующее:

Архитектура приобретает первостепенное значение. Архитектура предрешает судьбу города. Архитектура определяет структуру жилища, первооснову градостроительного плана. Архитектура группирует жилища в крупные комплексы на основе точных расчётов.
Из сказанного следует, что Афинская хартия первичной считает архитектуру, исходя из принципа сомасштабности человеку: «Человек — мера всех вещей».
Однако существуют иные мнения. В частности, Зигфрид Гидион пишет:

В наше время архитекторы точно знают, что будущее архитектуры неразрывно связано с градостроительством. Один-единственный красивый дом сравнительно мало значит.
Очевидно, такой подход основан не на масштабе отдельного человека, а на масштабе крупных социальных групп, общества в целом.

Советская градостроительная школа также учила мыслить масштабами города как среды:

Невозможно почувствовать и выразить индивидуальный характер отдельного здания, не поняв его места в городе. Градостроитель <…> занимается объектами, которые по своим размерам и сложности на порядок превосходят обычное архитектурное сооружение.
Современное российское законодательство также рассматривает градостроительную деятельность как более широкое понятие, нежели архитектурную деятельность. В соотв. со ст. 1 ГСК РФ:

Градостроительная деятельность — деятельность по развитию территорий, в том числе городов и иных поселений, осуществляемая в виде:
- территориального планирования,
- градостроительного зонирования,
- планировки территории,
- архитектурно-строительного проектирования,
- строительства,
- капитального ремонта,
- реконструкции объектов капитального строительства.

В конце XX века, из градостроительства, на стыке социологии и общей теории систем, выделилась как самостоятельная дисциплина урбанистика.

### Ландшафтная архитектура

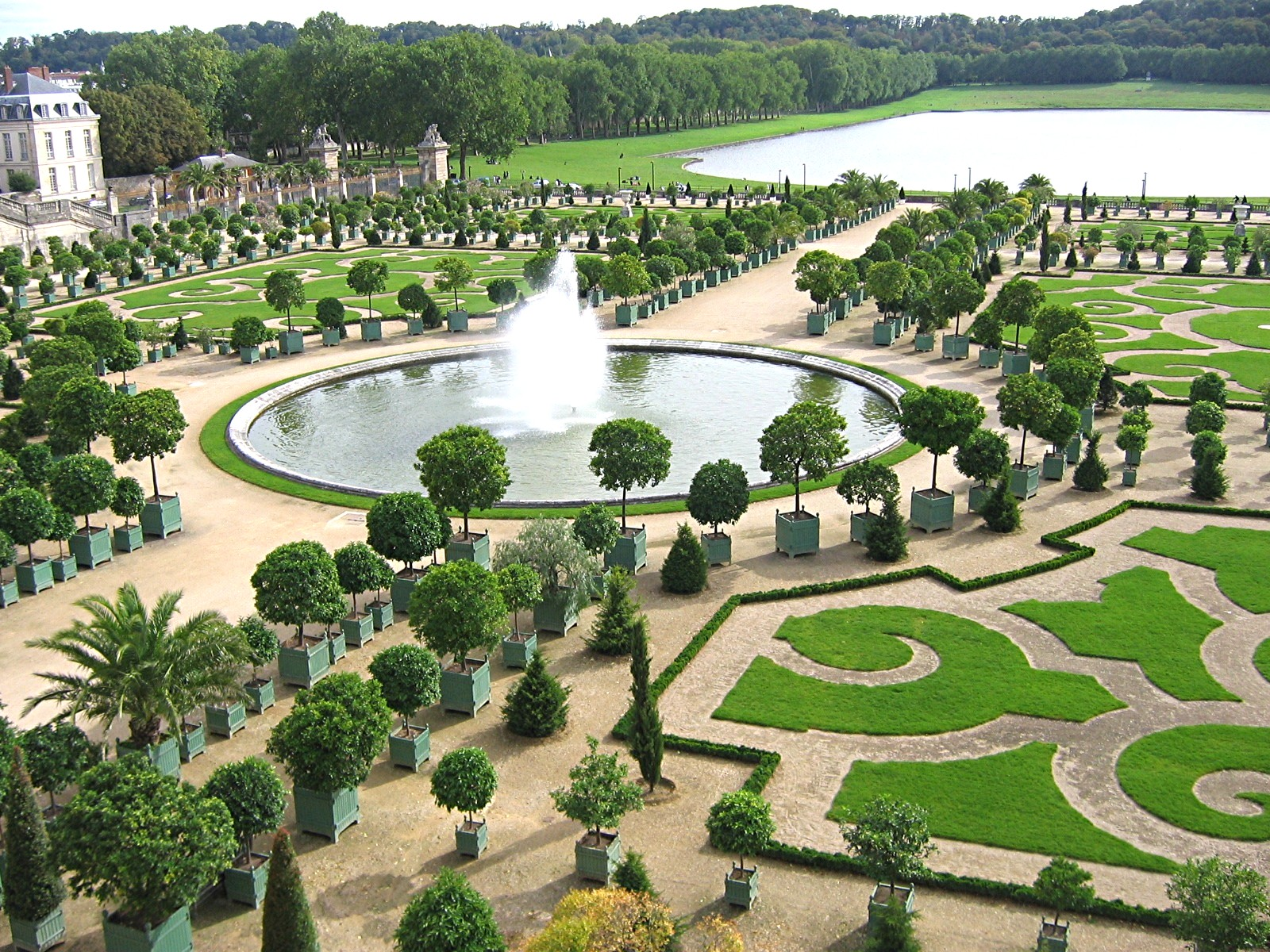
парк Версальского дворца — образец ландшафтной архитектуры

Ландшафтная архитектура — раздел архитектуры, посвящённый организации садов, парков и других сред, в которых материалом является ландшафт и естественная растительность.
Ландшафтный архитектор занимается оформлением парков, садов, озеленением городских микрорайонов и придомовых участков.

### Дизайн интерьера
Дизайн интерьера — это профессиональная творческая деятельность архитекторов и дизайнеров по созданию функционального, эргономичного и эстетичного пространства внутри помещения архитектурно-художественными средствами.

### Архитектура малых форм
Архитектура малых форм — раздел архитектуры, к которому относятся объекты функционально-декоративного (напр., ограды), мемориального характера (напр., надгробия), объекты, являющиеся частью городского благоустройства (напр., фонари), объекты-носители информации (напр., стенды, рекламные щиты).

### «Бумажная архитектура»
«Бумажная архитектура» — теоретическая деятельность архитекторов, состоящая в проектировании архитектурных форм без цели их последующей материализации. История «бумажной архитектуры» как вида фантазийного архитектурного творчества восходит к знаменитым циклам гравюр Дж. Б. Пиранези. Примером бумажной архитектуры Нового времени являются графические циклы Якова Георгиевича Чернихова.

Области архитектуры
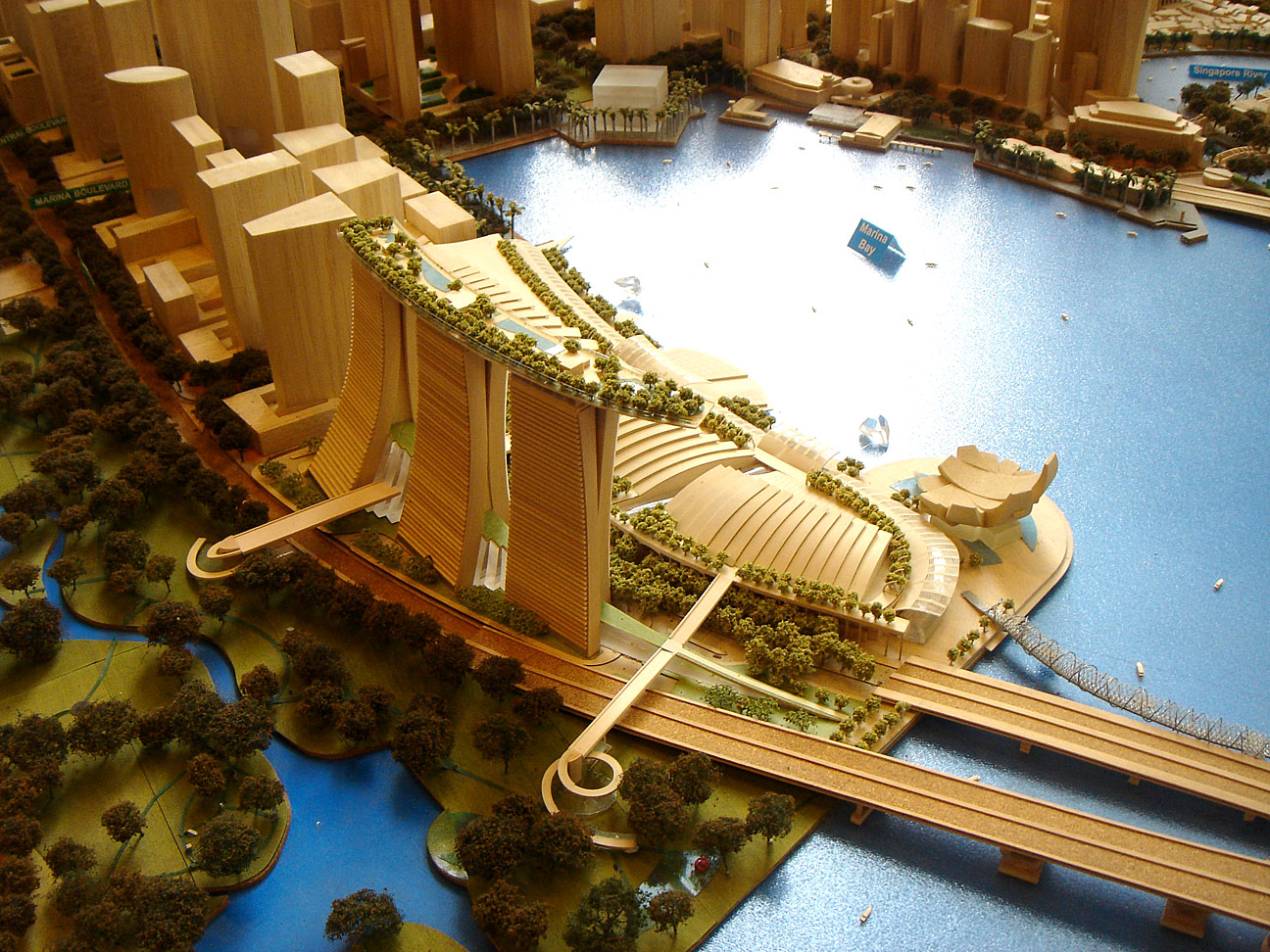
макет Marina Bay Sands; арх. Моше Сафди
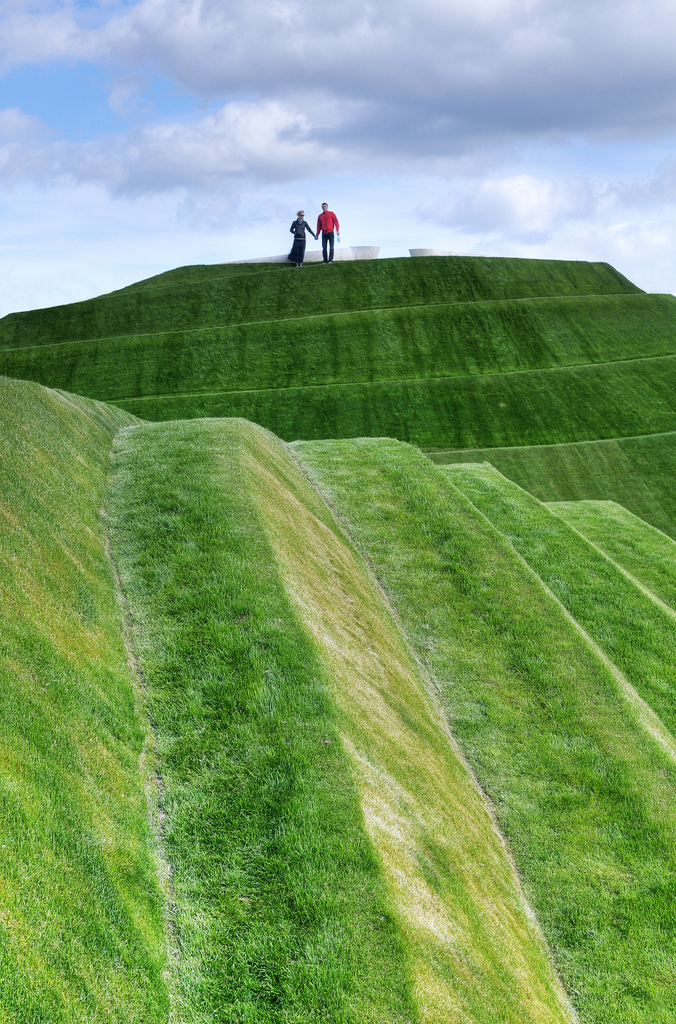
Life Mounds at Jupiter Artland[англ.], Шотландия; арх. Чарльз Дженкс
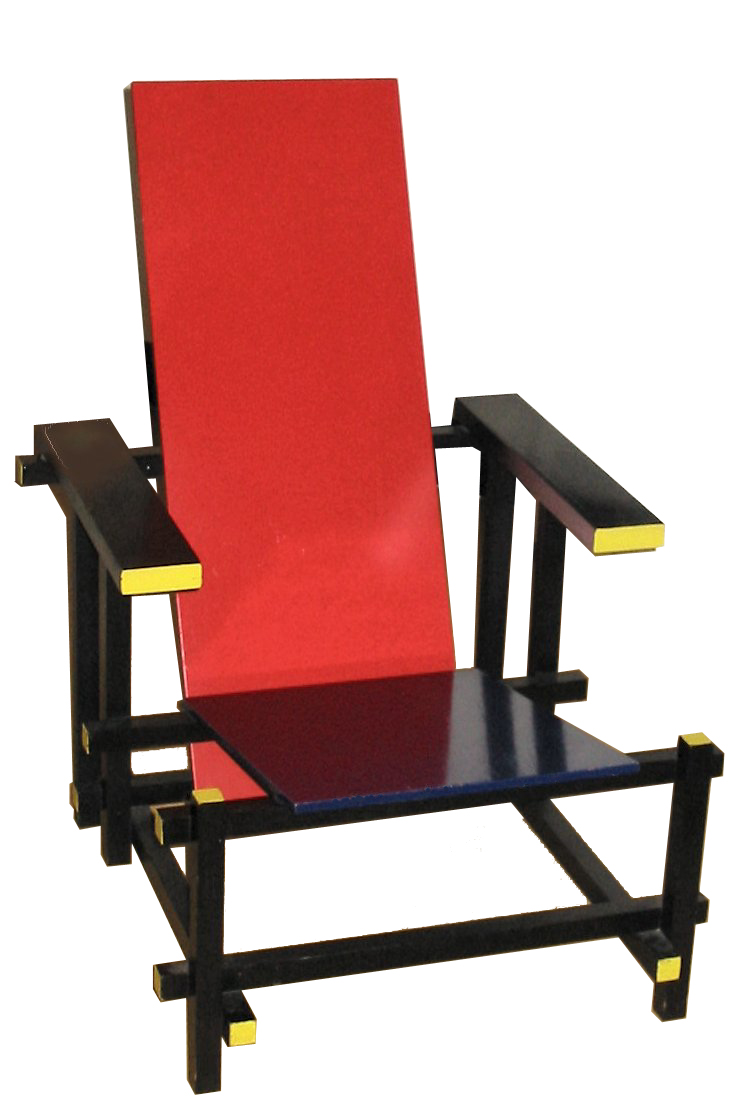
Красно-синий стул; арх. Геррит Ритвельд

## Теория архитектуры
Архитектура — это музыка в пространстве, как бы застывшая музыка.
Строительный словарь
определяет теорию архитектуры как науку, объектами исследования которой являются природа и специфика архитектуры и её общие закономерности возникновения, развития и функционирования архитектуры как искусства, её сущность, содержание и формы.

Также в предмет теории архитектуры входит система основных понятий (категорий) в том числе — архитектурная композиция, функция, форма, конструкция, архитектоника, архитектурная среда, симметрия и асимметрия и др. Объём — замкнутая, цельная единица среды, воспринимаемая извне. Пространство — часть среды, воспринимаемая изнутри.

## История архитектуры

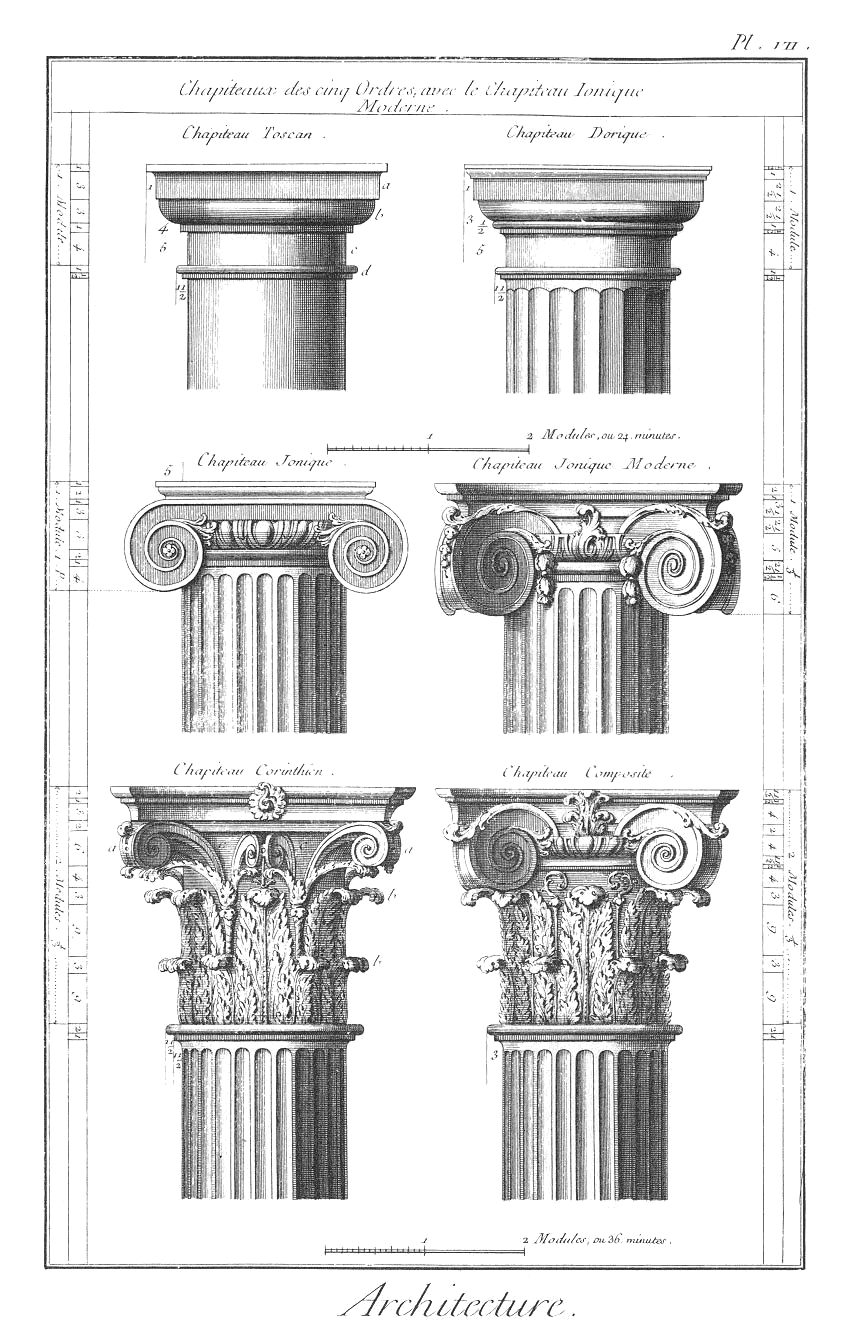
Капители различных архитектурных ордеров

История архитектуры представляет собой науку, исследующую функциональное, техническое и эстетическое развитие архитектуры во времени и пространстве.

## Архитектурный стиль
Архитектурный стиль может определяться как совокупность основных черт и признаков архитектуры определённого времени и места, проявляющихся в особенностях её функциональной, конструктивной и художественной сторон (назначение зданий, строительные материалы и конструкции, приёмы архитектурной композиции). Понятие архитектурного стиля входит в общее понятие стиля как художественного мировоззрения, охватывающего все стороны искусства и культуры общества в определённых условиях его социального и экономического развития, как совокупности главных идейно-художественных особенностей творчества мастера.
Развитие архитектурных стилей зависит от климатических, технических, религиозных и культурных факторов.
Хотя развитие архитектуры напрямую зависит от времени, не всегда стили сменяют друг друга последовательно, известно одновременное сосуществование стилей как альтернативы друг другу (например, барокко и классицизм, модерн и эклектика, функционализм, конструктивизм и ар-деко).
Архитектурный стиль, как и стиль в искусстве вообще, — понятие условное. Он удобен для осмысления истории европейской архитектуры. Однако для сопоставления истории архитектуры нескольких регионов стиль как описательное средство не подходит.
Существуют такие стили (например, модерн), которые в различных странах именуются по-разному.
В рамках постмодернистской парадигмы оформилось множество направлений, которые существенно различаются по философии и языковым средствам. Пока идут научные споры о самостоятельности того или иного направления, нет и не может быть единства в терминологии.
Несмотря на указанные недостатки, стиль как описательное средство является частью научного метода истории архитектуры, поскольку позволяет проследить глобальный вектор развития архитектурной мысли. В европейской культуре выделяют следующие архитектурные стили:

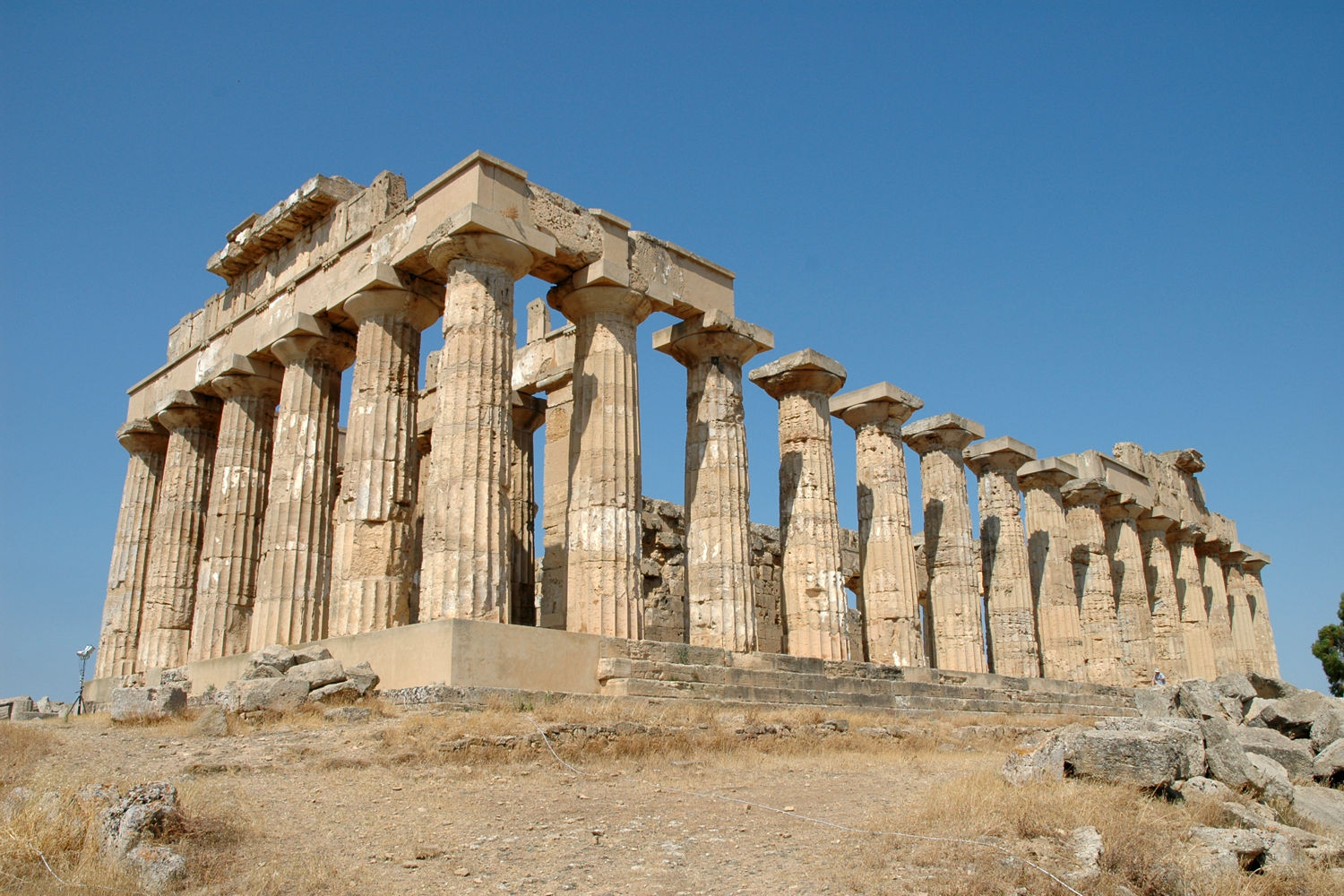
Греческий храм на Сицилии, посвящённый Гере, построен в V веке до н. э.

- Архитектура Древнего мира: от первобытного общества до X века (в различных регионах даты различаются).
- Романский стиль. X—XII века.
- Готика. XII—XV века.
- Возрождение. Начало XV — начало XVII века.
- Барокко — конец XVI — конец XVIII века.
- Рококо. Начало XVIII — конец XVIII века.
- Классицизм — середина XVIII—XIX век.
- Эклектика — 1830-е — 1890-е годы.
- Модерн — 1890-е — 1910-е годы.
- Модернизм — начало 1900-х годов — 1980-е годы.
- Конструктивизм — 1920-е годы — начало 1930-х годов.
- Постмодернизм — с середины XX века.
- Хай-тек — с конца 1970-х годов.
- Деконструктивизм — с конца 1980-х годов.

## Психологическое воздействие
Психолог Коллин Эллард отмечает способность архитектуры оказывать психологическое воздействие:
[…] здания заставляют нас чувствовать [эмоции заложенные в архитектурный дизайн], — точно так же как мы становимся счастливее, когда улыбаемся в ответ на радостную улыбку младенца. Эти взаимосвязи заложены в нашем организме в виде нервных цепей, предназначенных для того, чтобы мы могли делиться друг с другом опытом и адекватно реагировать на риски и возможности, таящиеся в нашей среде обитания.